# Nelson Francelino Ferreira

Wappen von Weihbischof Nelson Francelino Ferreira

Nelson Francelino Ferreira (* 26. Februar 1965 in Sape, Paraíba, Brasilien) ist ein brasilianischer Geistlicher und römisch-katholischer Bischof von Bischof von Valença.

## Leben
Nelson Francelino Ferreira empfing am 4. August 1990 durch den Erzbischof von Rio de Janeiro, Eugênio Kardinal de Araújo Sales, das Sakrament der Priesterweihe.
Am 24. November 2010 ernannte ihn Papst Benedikt XVI. zum Titularbischof von Alava und zum Weihbischof in Rio de Janeiro. Der Erzbischof von São Sebastião do Rio de Janeiro, Orani Tempesta OCist, spendete ihm sowie den gleichzeitig ernannten Weihbischöfen Pedro Cunha Cruz und Paulo César Costa am 5. Februar 2011 die Bischofsweihe; Mitkonsekratoren waren der emeritierte Bischof von Nova Friburgo, Rafael Llano Cifuentes, und der Bischof von Valença, Elias James Manning OFMConv.
Am 12. Februar 2014 ernannte ihn Papst Franziskus zum Bischof von Bischof von Valença.